# Giuseppe Airoldi (calciatore)
Giuseppe Airoldi (fl. XX secolo) è stato un allenatore di calcio e calciatore italiano, di ruolo attaccante.

## Carriera

### Giocatore
Nella stagione 1912-1913 ha giocato in Promozione (la seconda serie dell'epoca) con il Como, segnando una rete. L'anno seguente ha giocato in massima serie, ancora con il Como.

### Allenatore
Nella stagione 1922-1923 ha allenato il Como in Seconda Divisione, la seconda serie dell'epoca.
Nella stagione 1929-1930 ha guidato la stessa squadra, che nel frattempo aveva preso il nome di Comense, in Prima Divisione (la terza serie dell'epoca).